# Heteronotus
Heteronotus ist eine Gattung der Buckelzikaden oder Buckelzirpen (Membracidae), einer Familie der Rundkopfzikaden (Cicadomorpha) aus der Überfamilie der Membracoidea.

## Merkmale
Die Arten der Gattung Heteronotus sind relativ groß (7,5 bis 11 mm) und meistens stark gefärbt. Das oft bunt gefärbte Pronotum ist sehr lang, nach hinten gerichtet und hat kugelige Verdickungen und Dornen. Der Kopf ist deutlich breiter als hoch und die Komplexaugen sind sehr groß und hervorstehend. Die Vorderflügel sind transparent und deutlich länger als das Abdomen.

## Ökologie und Lebensweise
Bei manchen Arten wird vermutet, dass es sich um Nachahmung von Wespen oder Bienen handeln könnte (Mimikry), Heteronotus delineatus  erinnert an ein Ästchen. Wenn der Pronotum-Anhang verletzt oder abgebrochen wird, kann er nicht regeneriert werden. Es wurde berichtet, dass stellenweise mehr Individuen mit beschädigtem Fortsatz als solche mit unbeschädigtem Pronotum gefunden wurden.
Sexualdimorphismus ist häufig, sehr stark unterscheiden sich zum Beispiel die Männchen und Weibchen bei Heteronotus nigrogiganteus.
Die adulten Tiere kommen meist einzeln vor, bei manchen Arten sind die Larven oft in Gruppen von drei oder vier Tieren gemeinsam mit Ameisen zu finden. Über die Lebensweise ist nur wenig bekannt.

## Verbreitung und Arten
Die Gattung enthält 44 Arten, die in Südamerika von Argentinien bis Panama vorkommen (Neotropis). Mehrere Arten sind nur aus einem Land bekannt; aus relativ vielen Ländern sind insbesondere Heteronotus glandiferus, H. horridus, H. spinosus und H. trinodosus bekannt.

## Weblinks

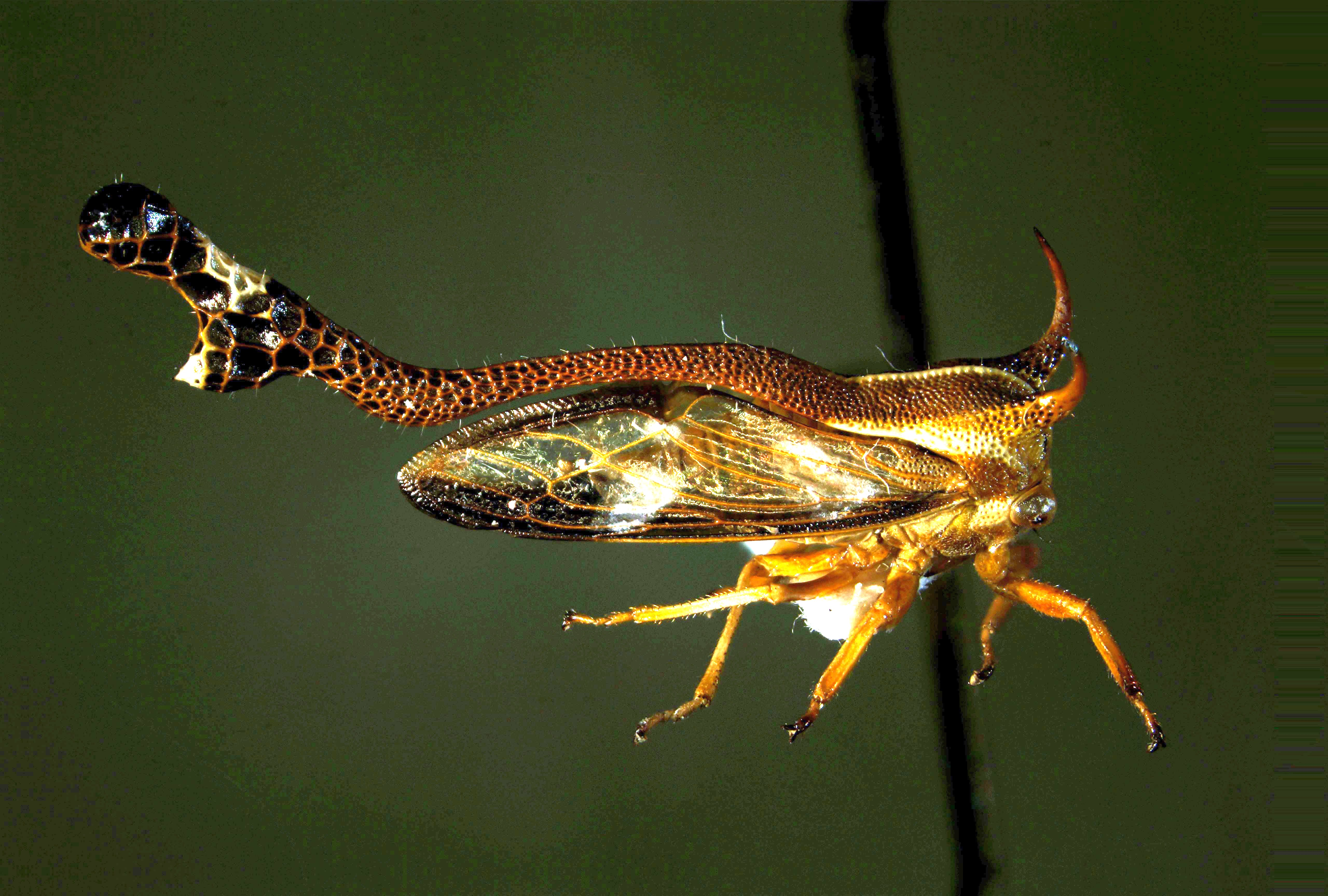
Heteronotus delineatus